# Гремячево (Плавский район)
Гремячево — деревня в Плавском районе Тульской области России.
В рамках административно-территориального устройства входит в Ново-Жуковский сельский округ Плавского района, в рамках организации местного самоуправления включается в Молочно-Дворское сельское поселение.

## География
Расположена в 28 км к югу от города Плавска и в 85 км к югу от центра Тулы.

## Население
| 2002 | 2010 |
| ---- | ---- |
| 301  | ↘236 |

Население — 236 чел. (2010).